# Ted Strickland
Ted Strickland (Lucasville, Ohio, 4 de agosto de 1941) é um político estadunidense, governador do estado de Ohio. Antes de sua eleição em 2006, atuou seis mandatos como membro da Câmara dos Representantes pelo 6º distrito de Ohio.

## Biografia
Strickland é formado como professor de história, e em psicologia no ano de 1963. Ele é casado com Frances Strickland.

## Carreira no Congresso
Em 1994 perdeu sua vaga para o republicano Frank Cremeans. Em 1996,Strickland venceu,e tomou posse em janeiro de 1997. Ele não foi  desafiado novamente depois disso e foi reeleito três vezes,e ainda concorreu por unanimidade em 2004.

## Governador de Ohio
Strickland obteve 2.307.420 votos (60,40%) , e o republicano Ken Blackwell obteve 1.406.792 votos (38,80%), na eleição de 2010 Stickland perdeu para o republicano John Kasich.